# David Bredin
David Bredin (* 21. Dezember 1973 in Lüneburg) ist ein deutscher Schauspieler.

## Leben
David Bredin wurde als einziger Sohn einer Malerin und Goldschmiedin und des Grafikers, Bildhauers und Designers Achim Bredin geboren. Im Alter von 13 Jahren hat es ihn für zwei Jahre auf die schwäbische Alb verschlagen. Mit seinem Vater zog er weiter nach Düsseldorf, wo er seinen Zivildienst absolvierte. Er zog weiter nach Köln, wo er bis 1997 lebte.
Schließlich sah er aufgrund seiner künstlerischen Ambitionen keine andere Möglichkeit, als nach Berlin zu ziehen. Zunächst wollte er in die elterlichen Fußstapfen treten und sich der Bildenden Kunst widmen, an der er aber scheiterte. Stattdessen lernte er eher zufällig das Schauspiel kennen und nutzte dabei die Chance, Kunst machen zu können, die nichts mit seinen Eltern zu tun hat. Am Europäischen Theaterinstitut Berlin besuchte er von 1998 bis 2001 die Schauspielschule.
2004 spielte Bredin die Hauptrolle des Musikproduzenten Chabo im Theaterstück Gierig von Nicolai Borger.
Seine Zahnlücke, sein hartes Aussehen und sein Humor brachten ihm schnell Rollen in Kinofilmen, wie Status Yo!, Die fetten Jahre sind vorbei, Free Rainer – Dein Fernseher lügt oder Deutschland 09 ein. Neben den Kinoerfolgen spielt Bredin auch immer wieder in deutschen Serienformaten, wie etwa Der Tatortreiniger, Küstenwache, SOKO Leipzig oder Tatort.
David Bredin lebt in Berlin.

## Filmografie
- 2002: Status Yo!
- 2003: Porträt vor weisser Wand
- 2003: Ente Kross
- 2003: Mein Pflasterstein
- 2003: Reach the random
- 2003: Am Arsch der Welt
- 2004: Die fetten Jahre sind vorbei
- 2005: The acid army
- 2005: Die neuen Nachbarn
- 2006: Dawn of the Dorks
- 2007: Coffee and Cigarettes
- 2007: Free Rainer – Dein Fernseher lügt
- 2008: Woyzeck
- 2008: Deutschland 09
- 2009: Wenn ich nicht hier bin, bin ich woanders
- 2011: Riskante Patienten
- 2011: Das Wochenende
- 2012: Klappe Cowboy!
- 2012: Doc meets Dorf
- 2012: Millionen
- 2012: Großstadtrevier
- 2012: Stufe 3
- 2012: Küstenwache
- 2013: Kripo Holstein – Mord und Meer
- 2013: SOKO Leipzig
- 2013: Ein Fall für zwei
- 2013: Zwischen den Welten
- 2013: Der Tatortreiniger – Schottys Kampf
- 2014: Tatort: Wahre Liebe
- 2014: Nord bei Nordwest – Käpt’n Hook
- 2014: Ein starkes Team – Der Freitagsmann
- 2014, 2023: Alarm für Cobra 11 – Auf eigene Gefahr, Machtlos
- 2015: Heldt – Hängen im Schacht
- 2015: Tatort: Borowski und der Himmel über Kiel
- 2015: Wilsberg: Russisches Roulette
- 2015: Die Chefin – Todesurteil
- 2015: Notruf Hafenkante – Der glatte Wahnsinn
- 2015: Tatort: Preis des Lebens
- 2015, 2018: Jennifer – Sehnsucht nach was Besseres
- 2015: Das kalte Herz
- 2015: Down Brother Up
- 2015: Peggy – Das Leben ist kein Ponyhof
- 2015: Die vermisste Frau
- 2016: Mann im Spagat: Pace, Cowboy, Pace
- 2016: Marie Brand und die Schatten der Vergangenheit
- 2016: Tatort: Der König der Gosse
- 2016: Wir sind die Rosinskis
- 2016: A Cure for Wellness
- 2017: Amelie rennt
- 2017: Morden im Norden – Hass
- 2017: Praxis mit Meerblick – Willkommen auf Rügen
- 2017: Rentnercops – Aus dem Beton
- 2017: 4 Blocks (Fernsehserie)
- 2017: Ich werde nicht schweigen
- 2017: Jürgen – Heute wird gelebt
- 2017: Zwei im falschen Film
- 2018: Tatort: Tollwut
- 2018: Arthurs Gesetz
- 2018: Beat
- 2019: Kommissarin Heller – Herzversagen
- 2019: 8 Tage
- 2019: Die neue Zeit (Fernsehserie)
- 2019: Sweethearts
- 2019, 2024: SOKO Hamburg: Tödliche Wende, Schlechte Karten
- 2019: Tatort: Die Pfalz von oben
- 2019: Familie Wöhler auf Mallorca (Fernsehfilm)
- 2020–2024: SOKO Stuttgart: (Fernsehserie, 4 Folgen)
- 2020: Die Känguru-Chroniken
- 2020: Die Pfefferkörner und der Schatz der Tiefsee
- 2020: Spreewaldkrimi – Zeit der Wölfe (Fernsehreihe)
- 2021: Sankt Maik (Fernsehserie, 6 Episoden)
- 2021: SOKO Potsdam: (Fernsehserie, Folge Alte Freunde)
- 2022: Nord Nord Mord: (Fernsehserie, Folge Sievers und das mörderische Türkis)
- 2022: Der Pfad
- 2022: Mittagsstunde
- 2022: Beule – Zerlegt die Welt
- 2022–2024: Kleo (Fernsehserie)
- 2023: Tamara
- 2025: Flucht aus Lissabon (Fernsehfilm)
- 2025: Die Drei von der Müllabfuhr – Der Neue (Fernsehreihe)
- 2025: Die Drei von der Müllabfuhr – Schutzgeld (Fernsehreihe)